# Parc Nacional de Cangandala
El Parc Nacional de Cangandala és el parc nacional de menor entitat situat en Angola. Està localitzat prop de Malanje, en la província homònima. Se situa entre el riu Cuije i dos tributaris del Cuanza. Les ciutats de Culamagia i Techongolola se situen en extrems oposats del parc.
El parc va ser creat en 1963, amb vista a la protecció d'una població de subespècies d'ungulat (l'espècie Hippotragus niger variani), que està en perill crític d'extinció. També compta amb ànecs salvatges, perdius i coloms, entre d'altres.
El parc cobreix una àrea de 600 km², es compon de turons ondulats, amb línies silicocalcàries de drenatge. L'àrea rep aproximadament 1.350 mm de pluja per any, amb una temperatura mitjana de 21,5 °C. No hi ha rius perennes i el drenatge es realitza a través rierols coberts d'herba. A les particions d'aigua s'hi troba un mosaic de miombo i sabanes de Brachystegia.